# ویلوکو، بولیوی
ویلوکو (به اسپانیایی: Viloco) یک منطقهٔ مسکونی در بولیوی است که در شهرستان لاپاز (بولیوی) واقع شده‌است.